# František Havránek (telegrafista)
František Havránek (18. února 1918 Rozářín – 4. prosince 1944 Tain) byl palubním telegrafistou 311. československé bombardovací perutě RAF a obětí druhé světové války.

## Život

### Před druhou světovou válkou
František Havránek se narodil 18. února 1918 v Rozáříně na Brněnsku. V roce 1938 ukončil studia na Prvním českém státním gymnáziu v Brně a nastoupil na Právnickou fakultu Masarykovy univerzity. Byl členem Orla.

### Druhá světová válka
František Havránek studia na Právnické fakultě Masarykovy univerzity nedokončil z důvodu uzavření českých vysokých škol po německé okupaci. V lednu 1940 opustil ilegálně Protektorát Čechy a Morava a přes Maďarsko, Jugoslávii a Bejrút se dostal do Francie, kde v Agde vstoupil do zde vznikající československé zahraniční jednotky. Po pádu Francie v roce 1940 byl v Marseille zadržen a dva roky strávil v internačním táboře ve Vichy. V roce 1942 se mu z něj podařilo uprchnout a za pomoci francouzského odboje se dostat přes Španělsko a Gibraltar do Velké Británie. Zde se přihlásil k letectvu a po vyškolení na palubního telegrafistu a střelce byl 13. srpna 1943 zařazen k 311. československé bombardovací peruti. V jejím rámci se účastnil hlídkových protiponorkových letů nad oceánem. Dne 4. prosince 1944 zahynul z celou posádkou při pádu stroje Consolidated B-24 Liberator "O" FL-981 pod velením Štěpána Petráška, který se zřítil po startu ke cvičnému nočnímu letu u skotského města Tain. Pohřben je na hřbitově St Duthus v Tainu.

## Ocenění

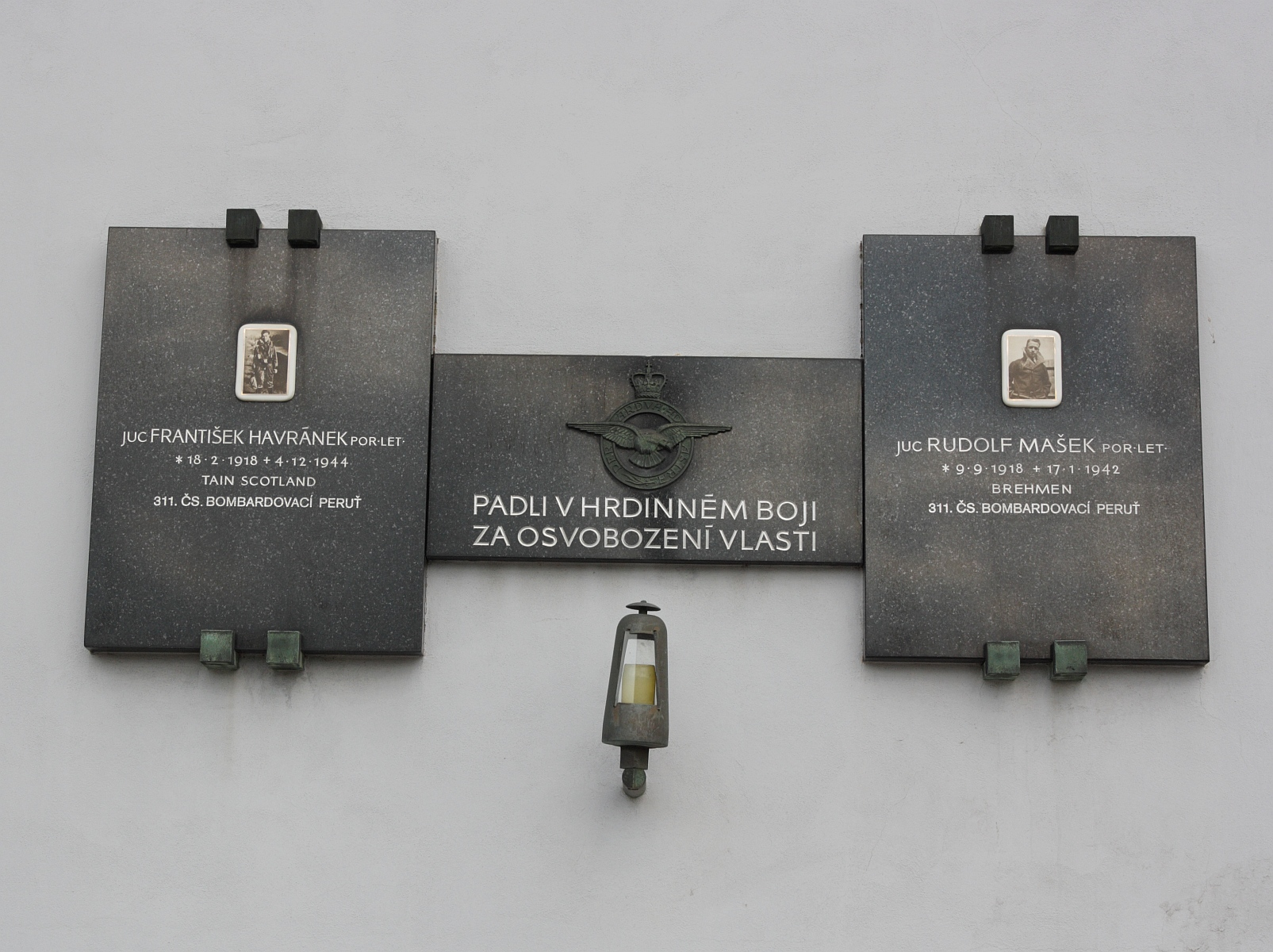
Pamětní deska Františka Havránka a Rudolfa Maška v Moutnicích

### Vyznamenání
- 2x Československý válečný kříž 1939
- Československá medaile Za chrabrost před nepřítelem
- 1947 bronzová medaile Orel zásluze

### Posmrtná ocenění
- František Havránek byl in memoriam povýšen do hodnosti poručíka a v roce 1991 do hodnosti podplukovníka
- Františkovi Havránkovi byl Právnickou fakultou Masarykovy univerzity v roce 1947 udělen in memoriam titul JUDr.
- V roce 1970 byla Františku Havránkovi a Rudolfu Maškovi v Moutnicích odhalena pamětní deska